# Iringaprom
Iringaprom è una suddivisione dell'India, classificata come census town, di 8.535 abitanti, situata nel distretto di Thrissur, nello stato federato del Kerala. In base al numero di abitanti la città rientra nella classe V (da 5.000 a 9.999 persone).

## Geografia fisica
La città è situata a 10° 36' 47 N e 76° 02' 34 E.

## Società

### Evoluzione demografica
Al censimento del 2001 la popolazione di Iringaprom assommava a 8.535 persone, delle quali 3.970 maschi e 4.565 femmine. I bambini di età inferiore o uguale ai sei anni assommavano a 1.012, dei quali 513 maschi e 499 femmine. Infine, coloro che erano in grado di saper almeno leggere e scrivere erano 7.150, dei quali 3.377 maschi e 3.773 femmine.